# Erysimum metlesicsii
Erysimum metlesicsii är en korsblommig växtart som beskrevs av Adolf Polatschek. Erysimum metlesicsii ingår i släktet kårlar, och familjen korsblommiga växter. Inga underarter finns listade i Catalogue of Life.